# Cristo Reyes
Cristo Reyes Torres (* 30. Juli 1987 in La Laguna auf Teneriffa) ist ein spanischer Dartspieler.

## Karriere
Seit 2014 steht Cristo Reyes bei der PDC unter Vertrag. Das erste Mal für Aufsehen sorgte er erst gegen Ende jenes Jahres. Er gewann die iberische Qualifikation für die PDC-Weltmeisterschaft 2015. Mit diesem Sieg durfte Cristo Reyes in der Vorrunde der WM starten.
Dort spielte er gegen Christian Perez und setzte sich ohne Probleme mit 4:0 durch. In der 1. Hauptrunde traf er als Außenseiter auf Wes Newton. Beim Stand von 2:2 in Sätzen und 5:5 in Legs unterlief dem Caller ein kurioser Fehler. Laut Regeln müssen beide Spieler noch einmal auf das Bullseye werfen, um zu ermitteln, wer das Finale Leg eröffnen darf. Diese Regel vergaß der Caller und ließ Cristo Reyes beginnen. Mitten im Leg wurde das Leg abgebrochen und neu aufgelegt. Reyes gewann den Wurf auf Bull, das Leg und somit das Match.
In der 2. Runde wartete Kevin Painter auf Reyes. Painter ging gegen den krassen Außenseiter 3:1 in Führung, doch Cristo Reyes drehte das Match und gewann 4:3. Cristo Reyes wurde damit der erste Spanier, der das WM-Achtelfinale erreicht hat. Im Achtelfinale spielte Reyes gegen den späteren Sieger des Turniers, Gary Anderson. Reyes gewann den ersten Satz, doch verlor er am Ende deutlich mit 1:4.
Reyes erhielt für die gute WM-Leistung eine Tour Card für die PDC Darts Saison 2015/16. In einem Players Championship Turnier warf er einen 9-Darter gegen Robert Thornton, verlor aber dennoch mit 2:6.
Bei der PDC-Weltmeisterschaft 2017 setzte er sich in der ersten Runde mit 3:2  gegen Dimitri Van den Bergh durch. In der zweiten Runde schied er mit einer 2:4-Niederlage gegen Michael van Gerwen aus. Mit einem Average von 106,4 Punkten stellte er dabei einen Rekord auf, nie zuvor schied ein Spieler mit einem so hohen Average bei einer Weltmeisterschaft aus. Dieser Rekord wurde im Halbfinale desselben Turnieres übertroffen, da Raymond van Barneveld mit einem Average von 109,36 Punkten im Halbfinale gegen Michael van Gerwen verlor.
Bei der PDC World Darts Championship 2018 kam Reyes nicht über die erste Runde hinaus und verlor sein Auftaktmatch gegen seinen Landsmann Toni Alcinas.
Mit dem Beginn der COVID-19-Pandemie im Frühjahr 2020 spielte Reyes keinerlei Profiturniere mehr und musste damit zum Ende der Saison 2021 seine Tourkarte abgeben. Bei der PDC Qualifying School 2022 nahm Reyes trotzdem teil, wobei er in der Final Stage gesetzt war. Reyes erlangte seine Tour Card jedoch nicht zurück.

## PDC-Weltmeisterschaft
- 2015 Achtelfinale (1:4-Niederlage gegen  Gary Anderson)
- 2016 1. Runde (1:3-Niederlage gegen  Wes Newton)
- 2017 2. Runde (2:4-Niederlage gegen  Michael van Gerwen)
- 2018 1. Runde (1:3-Niederlage gegen  Toni Alcinas)
- 2019 3. Runde (0:4-Niederlage gegen  Rob Cross)
- 2020 2. Runde (2:3-Niederlage gegen  Adrian Lewis)